# Cerovica (Stanari, BiH)
Cerovica je naseljeno mjesto u sastavu općine Stanari, Republika Srpska, BiH.

## Stanovništvo
| Cerovica           |                |                |                |
| godina popisa      | 1991.          | 1981.          | 1971.          |
| Srbi               | 1.682 (98,88%) | 1.663 (89,50%) | 1.569 (99,80%) |
| Hrvati             | 6 (0,35%)      | 6 (0,32%)      | 0              |
| Muslimani          | 1 (0,05%)      | 0              | 0              |
| Jugoslaveni        | 6 (0,35%)      | 158 (8,50%)    | 0              |
| ostali i nepoznato | 6 (0,35%)      | 31 (1,66%)     | 3 (0,19%)      |
| ukupno             | 1.701          | 1.858          | 1.572          |

## Spomenici i znamenitosti
- Srednjovjekivno groblje Obli kamen

## Vanjske poveznice
- Satelitska snimka  Arhivirana inačica izvorne stranice od 15. veljače 2021. (Wayback Machine)